# La Réole
La Réole è un comune francese di 4 411 abitanti situato nel dipartimento della Gironda nella regione della Nuova Aquitania.

## Società

### Evoluzione demografica
Abitanti censiti

## Rapporti internazionali

### Gemellaggi[2]
- Oliveira do Douro, dal 1991
- Sacile, dal 2000
- Cittanova d’Istria, dal 2015
- Ainata el Arz, dal 2018

### Patti d'amicizia
- Nova Gorica, dal 2018
- Sishui, dal 2018